# Дриновці (Дрниш)
Дриновці (хорв. Drinovci) — населений пункт у Хорватії, у Шибеницько-Книнській жупанії у складі міста Дрниш.

## Населення
Населення за даними перепису 2011 року становило 164 осіб.
Динаміка чисельності населення поселення:

## Клімат
Середня річна температура становить 13,99 °C, середня максимальна – 28,96 °C, а середня мінімальна – -0,36 °C. Середня річна кількість опадів – 819 мм.
| Клімат поселення                              | Клімат поселення | Клімат поселення | Клімат поселення | Клімат поселення | Клімат поселення | Клімат поселення | Клімат поселення | Клімат поселення | Клімат поселення | Клімат поселення | Клімат поселення | Клімат поселення | Клімат поселення |
| Показник                                      | Січ.             | Лют.             | Бер.             | Квіт.            | Трав.            | Черв.            | Лип.             | Серп.            | Вер.             | Жовт.            | Лист.            | Груд.            |                  |
| Середній максимум, °C                         | 10,06            | 10,90            | 13,90            | 17,36            | 22,53            | 26,44            | 28,96            | 28,68            | 24,11            | 19,38            | 13,92            | 10,84            |                  |
| Середня температура, °C                       | 4,84             | 5,70             | 8,70             | 12,14            | 17,31            | 21,22            | 24,28            | 24,02            | 19,45            | 14,72            | 9,27             | 6,18             |                  |
| Середній мінімум, °C                          | −0,36            | 0,49             | 3,48             | 6,93             | 12,10            | 16,01            | 19,62            | 19,35            | 14,79            | 10,06            | 4,61             | 1,53             |                  |
| Норма опадів, мм                              | 71               | 63               | 67               | 72               | 59               | 58               | 34               | 48               | 78               | 85               | 100              | 84               |                  |
| Середньомісячна швидкість вітру, м/с          | 2.15             | 2.36             | 2.56             | 2.50             | 2.22             | 2.00             | 2.02             | 1.86             | 2.00             | 2.04             | 2.43             | 2.40             |                  |
| Середньомісячна сонячна радіація, кДж/м²·день | 5299             | 8045             | 11738            | 16377            | 20269            | 22682            | 24496            | 21422            | 15941            | 10325            | 5754             | 4495             |                  |
| --------------------------------------------- | ---------------- | ---------------- | ---------------- | ---------------- | ---------------- | ---------------- | ---------------- | ---------------- | ---------------- | ---------------- | ---------------- | ---------------- | ---------------- |
| Джерело:                                      |                  |                  |                  |                  |                  |                  |                  |                  |                  |                  |                  |                  |                  |